# Ragıp Gümüşpala
Ragıp Gümüşpala (* 1897 in Edirne, Provinz Edirne; † 5. Juni 1964) war ein türkischer General und Politiker, der zuletzt 1960 für knapp zwei Monate Chef des Generalstabes (Genelkurmay Başkanı) der türkischen Streitkräfte (Türk Silahlı Kuvvetleri) sowie Gründer und erster Vorsitzender der Gerechtigkeitspartei (Adalet Partisi).

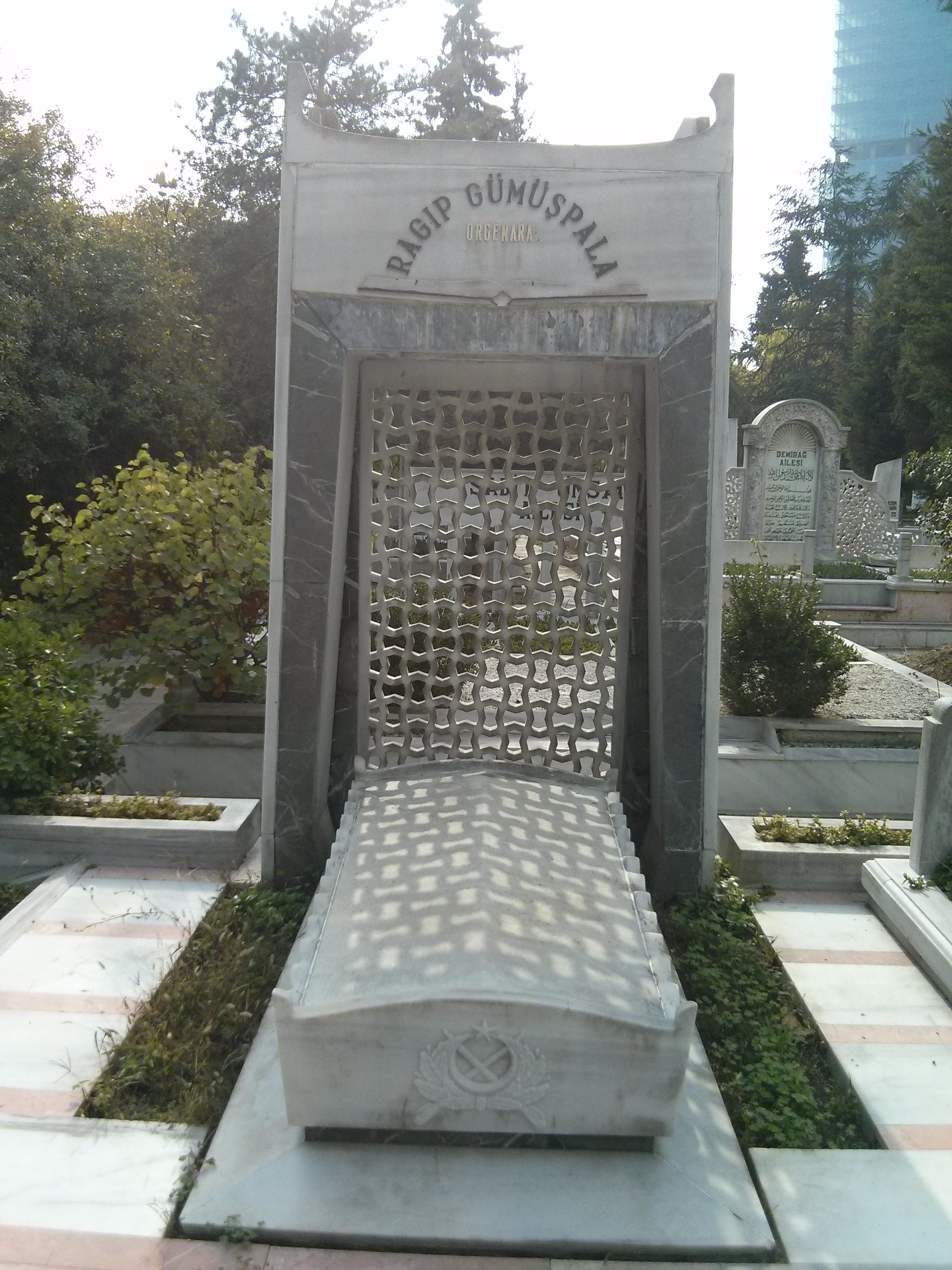
Grab auf dem Friedhof Zincirlikuyu

## Leben

### Militärische Laufbahn und Aufstieg zum Generalstabschef
Nach dem Besuch der Kuleli-Kadettenanstalt nahm Gümüşpala 1916 als Soldat am Ersten Weltkrieg bei Gefechten an der Palästinafront und in Galizien teil. Nach seiner Beförderung zum Unterleutnant wurde er 1918 in der Schlacht bei Megiddo eingesetzt und dort 1918 von den Einheiten der British Army gefangen genommen. Nach seiner Freilassung 1920 kämpfte er unter der Führung von Mustafa Kemal Pascha im Türkischen Befreiungskrieg und erhielt für seine dortigen Verdienste die von der Großen Nationalversammlung (Büyük Millet Meclisi) gestiftete Medaille İstiklâl Madalyası. In den folgenden Jahren diente er als Offizier in verschiedenen Einheiten der Armee, ehe er von 1931 bis 1934 die Militärakademie (Harp Akademisi) absolvierte und danach bis 1948 erneut als Offizier und Stabsoffizier in verschiedenen Armeeeinheiten diente.
Nach seiner Beförderung zum Brigadegeneral 1948 wurde er zunächst Kommandeur einer Brigade der 65. Infanteriedivision und war danach Kommandeur der Schule für motorisierte Verbände sowie stellvertretender Befehlshaber der 9. Division, ehe er zuletzt bis 1951 Chef des Stabes der 3. Armee war. 1951 erfolgte seine Beförderung zum Generalmajor und Ernennung zum Befehlshaber der 65. Infanteriedivision und danach zum stellvertretenden Kommandierenden General des II. Korps.
1955 wurde Gümüşpala zum Generalleutnant befördert und übernahm als solcher den Posten als Kommandierender General des VII. Korps. Nachdem er 1958 zunächst als Nachfolger von Cemal Gürsel kommissarischer Oberbefehlshaber der 3. Armee wurde, wurde er nach seiner Beförderung zum General 1959 offiziell deren Oberbefehlshaber.
Während seines dortigen Kommandos kam es zum Militärputsch vom 27. Mai 1960 gegen den Ministerpräsident Adnan Menderes und dessen Demokrat Parti (DP). Als durch Rundfunkansprachen zunächst bekannt wurde, dass Anführer des Putsches Oberst Alparslan Türkeş und Generalmajor Cemal Madanoğlu waren, kündigte Gümüşpala an, dass er mit seiner 3. Armee in Ankara einmarschieren und den Putsch beenden werde, falls der Anführer des Putsches keinen höheren Rang als er selber innehabe. Letztlich war jedoch General Gürsel, nunmehr Oberkommandierender der Landstreitkräfte (Türk Kara Kuvvetleri), Anführer des Putsches. Dieser Staatsstreich brachte ihn sowie ein 38-köpfiges Offiziersgremium, das Komitee der Nationalen Einheit (Millî Birlik Komitesi), unter dem Vorsitz von Gürsel an die Macht. Dieses leitete die Entmachtung von Staatspräsident Celâl Bayar und der Großen Nationalversammlung ein.
Am 6. Juni 1960 wurde Gümüşpala Nachfolger von Mustafa Rüştü Erdelhun als Chef des Generalstabes. Allerdings kam es kurz darauf wegen seiner Nähe zur bisherigen Regierung sowie zur Demokratischen Partei und der ursprünglichen Absicht zur Vereitelung des Putsches zu Protesten der Vereinigung ehemaliger Offiziere (Emekli İnkılap Subaylar Derneği) gegen seine Berufung, so dass er bereits am 2. August 1960 sein Amt niederlegte und in den Ruhestand verabschiedet wurde. Nachfolger als Chef des Generalstabes wurde daraufhin der bisherige Oberkommandierende der Landstreitkräfte, Cevdet Sunay, der später ebenfalls Staatspräsident wurde.

### Vorsitzender der Adalet Partisi und Abgeordneter
Nach seinem Eintritt in den Ruhestand engagierte er sich in der Politik. Er gründete nach dem Verbot der Demokratischen Partei am 29. September 1960 wenige Monate später am 11. Februar 1961 die Gerechtigkeitspartei (Adalet Partisi) und wurde deren Vorsitzender.
Die AP wurde daraufhin bei der Wahl zur Nationalversammlung 1961 mit 34,79 der Wählerstimmen zweitstärkste Kraft nach der Cumhuriyet Halk Partisi (CHP) von İsmet İnönü und bekam 158 Sitze in der 450-köpfigen Großen Nationalversammlung. Bei diesen Wahlen wurde er selbst in einem Wahlkreis von Izmir zum Abgeordneten gewählt und übte dieses Mandat bis zu seinem Tode aus. Bei den zugleich stattfindenden Senatswahlen erhielt seine Partei 71 der 150 Senatssitze. Während seiner Mitgliedschaft in der Großen Nationalversammlung war er von 1962 bis zu seinem Tod als Nachfolger von Osman Bölükbaşı auch Führer der Opposition.
Bei den am 17. November 1963 stattfindenden Kommunalwahlen wurde die AP mit 45,48 Prozent der Wählerstimmen sogar stärkste Kraft vor der CHP.
Nach dem Tod Gümüşpalas am 5. Juni 1964 wurde Süleyman Demirel dessen Nachfolger als Vorsitzender der Adalet Partisi. Bei der darauf folgenden Wahl zur Nationalversammlung 1965 erzielte die AP mit 52,87 Prozent die absolute Mehrheit, so dass Demirel daraufhin mit 41 Jahren jüngster Ministerpräsident der Türkei wurde.